# 那珂川市立那珂川南中学校
那珂川市立那珂川南中学校（なかがわしりつ なかがわみなみちゅうがっこう）は、福岡県那珂川市にある公立中学校。

## 沿革
- 1980年 - 那珂川町立那珂川中学校から分離独立し那珂川町立那珂川南中学校が開校。通称「那南（なみなみ）」。
- 2018年10月1日 - 市制施行に伴い那珂川市立那珂川南中学校に改称[1]。

## 態様
住宅地でもある王塚台付近にある。

## 所在地
福岡県那珂川市上梶原一丁目2番1号

## 交通
- 西鉄バス「那珂川南中学校前」バス停すぐ

## 周辺
- 香蘭女子短期大学附属那珂川第一幼稚園
- 那珂川市立那珂川中学校
- 那珂川市立安徳南小学校 - 学校のすぐ前にある
- エコピアなかがわ

## 卒業生
- 馬場阿紀子（タレント）
- 金丸晃輔（バスケットボール選手）
- 藤川虎太朗（プロサッカー選手）